# (1606) Jekhovsky
(1606) 1950 RH – planetoida z pasa głównego asteroid okrążająca Słońce w ciągu 4 lat i 153 dni w średniej odległości 2,69 au. Została odkryta 14 września 1950 roku w Algiers Observatory w Algierze przez Louisa Boyera. Nazwa planetoidy pochodzi od Benjamina Jekhovskyego (1881-1975), francuskiego astronoma rosyjskiego pochodzenia. Przed nadaniem nazwy planetoida nosiła oznaczenie tymczasowe (1606) 1950 RH.